# Матана (комуна)
Матана  — одна з комун найбільшої провінції Бурунді, Бурурі.. Центр — однойменне містечко Матана. Тут знаходиться 15 «колін, пагорбів» (colline).